# 12586 Juliaspeyer
12586 Juliaspeyer eller 1999 RQ81 är en asteroid i huvudbältet som upptäcktes den 7 september 1999 av LINEAR i Socorro County, New Mexico. Den är uppkallad efter Julia Speyer.
Asteroiden har en diameter på ungefär 6 kilometer.